# Nathan Sykes
Nathan Sykes (Gloucester, 18 april 1993) is een Brits singer-songwriter. Hij is vooral bekend als voormalig lid van de Britse boyband The Wanted. De band had een aantal hits, waaronder "Glad You Came" en "Walks Like Rihanna". Nadat de band in 2014 uiteenviel, begon Sykes een solocarrière. Zijn debuutsingle, getiteld "Kiss Me Quick", bereikte de 14e plaats van de hitlijst in het Verenigd Koninkrijk. Hij werkte samen met Ariana Grande op de nummers "Almost is never Enough" (2013) en "Over and Over Again" (2016). Daarnaast heeft hij rollen gespeeld in een aantal tv-series.

## Biografie
Nathan Sykes groeide op in Gloucester, een stad in Engeland. Hij heeft een jongere zus, Jessica Sykes, die ook zingt. Hij bezocht de Sylvia Young Theatre School en deed de hoogste klassen van de Ribston Hall High School.

## Carrière

### 2003-2008: Het begin
Sykes begon op zijn zesde te zingen. Hij won op jonge leeftijd meerdere zangcompetities, waaronder Britney Spears' karaokewedstrijd in 2003 en het Cheltenham Competitive Festival of Dramatic Art. Hij deed met het nummer "Born To Dance" mee aan de competitie om het Verenigd Koninkrijk in 2004 te presenteren bij het Eurovisiesongfestival. Hij eindigde als derde, en ging dus niet naar Istanboel.

### 2009-2014: Doorbraak met The Wanted
In 2009 deed Sykes bij Jayne Collins auditie voor de boyband The Wanted. Hij werd samen met Max George, Siva Kaneswaran, Tom Parker en Jay McGuiness geselecteerd. Hij was het jongste lid van de band. De band had een hit met "Glad You Came". Het nummer haalde de top 20 in de Nederlandse Top 40. In de Verenigde Staten, het Verenigd Koninkrijk en Ierland deed het nummer het nog beter; het haalde respectievelijk de derde positie in de Verenigde Staten en de eerste positie in Engeland en Ierland.
In 2014 maakte de band bekend om in elk geval voorlopig te stoppen.

### 2014-heden: Solocarrière
Nadat The Wanted in 2014 uit elkaar ging, begon Sykes een solocarrière. Daarmee had hij nog niet veel succes, maar hij heeft wel met wereldster Ariana Grande samengewerkt. In 2013 namen ze samen "Almost Is Never Enough" op, en in 2016 "Over And Over Again". "Over And Over Again" behaalde de achtste plaats in Engeland en in Amerika de 82e plaats.

## Filmografie
- Gemeinsame Normdatei: 1124051406
- International Standard Name Identifier: 0000 0004 2056 0654
- Library of Congress Control Number: no2013126536
- MusicBrainz: 292e4a04-ed9b-4963-8075-0576f1dc3487
- Virtual International Authority File: 305452027
- WorldCat: E39PBJwMBC4wQCxmCHyx4rW4bd